# Plouray
Plouray település Franciaországban, Morbihan megyében. Lakosainak száma 1022 fő (2022. január 1.). Plouray Glomel, Mellionnec, Ploërdut, Saint-Tugdual, Priziac és Langonnet községekkel határos.

## Népesség
A település népességének változása:
| Lakosok száma | 1406 | 1301 | 1200 | 1113 | 1127 | 1142 | 1121 | 1062 | 1046 | 1022 |
|               | 1968 | 1982 | 1990 | 2006 | 2013 | 2015 | 2017 | 2019 | 2020 | 2022 |